# مسعود دانشوار
مسعود دانشوار (بالفارسية: مسعود دانشور) هو لاعب كرة الصالات ‏ ولاعب كرة قدم إيراني في مركز الهجوم، ولد في 30 يناير 1988 في شيراز في إيران. لعب مع Giti Pasand Isfahan FSC ‏.

## وصلات خارجية
- مسعود دانشوار على موقع الاتحاد الدولي (مؤرشف)  (الإنجليزية)